# La Tour-d'Auvergne

La Tour-d'Auvergne este o comună în departamentul Puy-de-Dôme, Franța. În 1 ianuarie 2022 avea o populație de 631 de locuitori.